# Émile Chénon
Paul Philippe Joseph Émile Chénon, né le 16 mai 1857 à Nevers (Nièvre) et mort le 11 avril 1927 à Paris 7e, est un historien et archéologue français.
Spécialisé dans l'histoire du droit et des institutions, il s'intéresse aussi à l'histoire locale du Berry.

## Biographie
Émile Chénon est issu d'une famille de notables de la région de Châteaumeillant (Cher). Juste avant la Révolution, son arrière-grand-père, Étienne-Luc Chénon, avait acquis la baronnie de Saint-Jeanvrin (Cher), issue du démembrement du comté de Châteaumeillant et, par mariage, hérité du domaine d'Acre, à Néret. Son père, Étienne Paul Jean Baptiste Arthur Chénon, était avocat général. Lui-même a habité le château d'Acre, à Néret, quand il n'était pas à Paris.
Né à Nevers, où son père était alors substitut du procureur impérial, Émile Chénon fait toutes ses études secondaires à Bourges car son père y est nommé en 1862 substitut du procureur général, puis promu sur place avocat général. Il est élève de l'École polytechnique (promotion X 1875). Il est en deuxième année de l'École polytechnique quand il publie la Notice historique sur Châteaumeillant dans le 8e volume des Mémoires de la Société des Antiquaires du Centre. À peine nommé  sous-lieutenant au 37e d'artillerie de Bourges, il démissionne puis commence en automne 1878 des études de droit. Il obtient le doctorat en droit le 29 juin 1881 et est agrégé de droit l'année suivante. Il devient professeur de droit à la faculté de Rennes pendant dix ans, et ensuite à Paris.
Émile Chénon est membre de la Société des antiquaires du Centre depuis 1877, et membre résidant de la Société des antiquaires de France depuis 1909, trésorier de cette société pendant une partie de la Première Guerre mondiale et vice-président très peu avant sa mort.
En 1913, il prend part à la fondation de la Société d'histoire du droit.
L’Académie française lui décerne le prix Juteau-Duvigneaux en 1917.
Il meurt le 11 avril 1927 à Paris et est inhumé à Néret (Indre).

## Publications
Il est auteur de nombreux livres et près de 200 articles. Ses publications concernent principalement deux domaines : d'une part, l'histoire du droit (romain et français) et des institutions ; d'autre part, l'histoire et l'archéologie de la région du sud du Berry d'où vient sa famille paternelle, et particulièrement des cantons de Châteaumeillant (Cher) et de Sainte-Sévère-sur-Indre (Indre). Il publie notamment une Histoire de Sainte Sévère et une Histoire de Châteaumeillant, ainsi qu'une Histoire de Vicq-sur-Aubois, c'est-à-dire de Vicq-Exemplet. Il considère que droit et histoire sont étroitement liés. Sa recommandation est : « Le droit éclaire l'histoire et l'histoire éclaire le droit ; tout historien devrait être jurisconsulte, tout jurisconsulte devrait être historien. »
Il a travaillé à ses deux ouvrages principaux, Histoire générale du droit français public et privé des origines à 1815 et Histoire de Châteaumeillant, durant toute sa vie. Du premier, il n'a achevé et fait paraître que le premier volume, le deuxième a été édité par François Olivier-Martin. Quant au second, le premier volume a publié pour la première fois en 1940, et le deuxième en 2008.
Émile Chénon a publié à la fois comme juriste et comme historien.

### Travaux juridiques
- Droit romain : le tribunal des centumvirs. Droit français : les démembrements de la propriété foncière avant et après la révolution : Thèse de doctorat, Paris, Larose et Forcel, 29 mars 1881 (lire en ligne).
- Étude sur l'histoire des alleux en France avec une carte des pays allodiaux, Paris, Larose et Forcel, 1888, xi+246 (lire en ligne).
- Histoire générale du droit français public et privé des origines à 1815, Paris, Recueil Sirey, 1926-1929, 2 volumes 953 p. et  xiii+575 (lire en ligne)

- Le rôle social de l'église, Paris, Bloud et Gay, 1921, 559 p. (lire en ligne).
- Les Jours de Berry au Parlement de Paris de 1255 à 1328, Bar-le-Duc, Imprimerie Contant-Laguerre, 1921, 395 p..

### Travaux historiques
Émile Chénon a publié un grand nombre d'articles dans des journaux spécialisés. Rien que les Mémoires de la Société des Antiquaires du Centre contiennent 74 articles d'Émile Chénon, dont certains font plus de cent pages, et sont en fait des versions plus ou moins élaborées de certains passages de ses livres.

#### Ouvrages
- Histoire de Châteaumeillant. Tome 1 : Avec une introduction d'Eugène Hubert, Paris, Le Livre d'Histoire, coll. « Monographies des villes et villages de France », 2006, xvi+341 (ISBN 2-84373-854-7).
- Histoire de Châteaumeillant. Tome 2, Paris, Librairie Éditeur Guénégaud, 2008, 167 p. (ISBN 978-2-85023-138-4).

- Notes archéologiques sur Châteaumeillant et ses environs, Bourges, Imprimerie Tardy-Figelet, 1888, 144 p..
- Notice historique sur Châteaumeillant depuis ses origines jusqu'à la Révolution, Paris/Autremencourt, Le Livre d'Histoire, coll. « Monographies des villes et villages de France », 1996, 234 p. (ISBN 2-84178-072-4).

- Histoire de Sainte-Sévère-en-Berry, Office d'édition du livre d'histoire, coll. « Monographies des villes et villages de France », 1996, xii+313 (ISSN 0993-7129).
- Les environs de Sainte-Sévère-en-Berry, Office d'édition du livre d'histoire, coll. « Monographies des villes et villages de France », 1997, xii+248 (ISSN 0993-7129).

- Histoire de la paroisse et de la seigneurie de Montlevic en Bas-Berry, Châteauroux, Imprimerie Centrale, 1931, 228 p..
- Histoire de la paroisse de Vic-sur-Aubois et du prieuré de Bois-l'Abbé en Bas-Berry, Paris/Autremencourt, Le Livre d'Histoire, coll. « Monographies des villes et villages de France », 2007, i+202 (ISBN 978-2-84178-072-3 et 2-84178-072-4, ISSN 0993-7129).

- Les Voies romaines du Berry, Bar-le-Duc, Imprimerie Contant-Laguerre, 1922, 116 p..

#### Articles
Tous les documents ci-dessous sont parus dans le périodique Mémoires de la Société des Antiquaires du Centre.

##### Trois études historiques sur le Berry religieux au Moyen Âge
- « Études historiques sur le Berry religieux au Moyen Âge. Première étude : Une élection épiscopale à Bourges sous le pape Grégoire IX. », dans , vol. 38, 1917, p. 47-58
- « Études historiques sur le Berry religieux au Moyen Âge. Deuxième étude : Lettres apostoliques concernant la collation des bénéfices dans le diocèse de Bourges [Première  série : de 1174 à 1254]. », dans , vol. 40, 1921, p. 110-171
- « Études historiques sur le Berry religieux au Moyen Âge. Troisième : Lettres apostoliques concernant la collation des bénéfices dans le diocèse de Bourges [Deuxième série : de 1255 à 1314]. », dans , vol. 41, 1923, p. 165-231

##### Soixante-six notes archéologiques et historiques sur le Bas-Berry
Les deux premières séries (comprenant les notes 1 à 12) s'intitulent simplement « Notes archéologiques sur le Bas-Berry »; ensuite les séries prennent le nom plus général de « Notes archéologiques et historiques sur le Bas-Berry ».
.

## Élèves
- Gabriel Le Bras (1891-1970), élève à Paris de 1911 à 1914[4].

## Hommages
Le musée archéologique de Châteaumeillant (Musée Émile-Chénon) porte son nom. Une école primaire publique de Sainte-Sévère porte le nom d'Émile Chénon.